# Referendum w Mołdawii dotyczące członkostwa w Unii Europejskiej z 2024 roku
Referendum w Mołdawii dotyczące członkostwa w Unii Europejskiej z 2024 roku odbyło się 20 października 2024 r. razem z I turą wyborów prezydenckich.

## Pytanie referendalne
Czy popierasz zmianę konstytucji dotyczącą przystąpienia Republiki Mołdawii do Unii Europejskiej?

## Frekwencja

Wyniki referendum po rejonach
Za:
50–55%
55–60%
60–65%
65–70%
75–80%
Przeciw:
50–55%
55–60%
60–65%
65–70%
70–75%
75–80%
90–95%
W lewym dolnym rogu są przedstawione wyniki głosowania w Kiszyniowie oraz za granicą

Żeby referendum było wiążące, frekwencja powinna przekroczyć próg 33,33%
| Godzina | Frekwencja |
| ------- | ---------- |
| 9:00    | 2,66%      |
| 12:00   | 16,14%     |
| 15:00   | 32,11%     |
| 18:00   | 42,44%     |

Frekwencja końcowa wyniosła 50,72%.

## Wyniki referendum
31 października Trybunał Konstytucyjny Mołdawii zatwierdził ostateczne wyniki referendum:
| Odpowiedź           | Głosów    | Głosów  |
| Odpowiedź           | Liczba    | %       |
| ------------------- | --------- | ------- |
| TAK                 | 749 719   | 50,35%  |
| NIE                 | 739 155   | 49,65%  |
| Głosy ważne         | 1 488 874 | 97,22%  |
| Głosy nieważne      | 42 518    | 2,78%   |
| Razem               | 1 531 392 | 100,00% |
| Frekwencja          | 50,72%    | 50,72%  |
| Frekwencja wymagana | 33,33%    | 33,33%  |

### Wyniki z komisji wyborczej w Warszawie[7]
Obywatele Mołdawii mogli zagłosować w Ambasadzie Republiki Mołdawii w Polsce w Warszawie przy ul. Imielińskiej 1.
| Odpowiedź      | Głosów | Głosów  |
| Odpowiedź      | Liczba | %       |
| -------------- | ------ | ------- |
| TAK            | 394    | 86,03%  |
| NIE            | 64     | 13,97%  |
| Głosy ważne    | 458    | 99,57%  |
| Głosy nieważne | 2      | 0,43%   |
| Razem          | 460    | 100,00% |